# Ellsworth (Illinois)
Ellsworth és una població dels Estats Units a l'estat d'Illinois. Segons el cens del 2000 tenia 271 habitants.

## Demografia
Segons el cens del 2000, Ellsworth tenia 271 habitants, 92 habitatges, i 72 famílies. La densitat de població era de 436 habitants/km².
Dels 92 habitatges en un 44,6% hi vivien nens de menys de 18 anys, en un 70,7% hi vivien parelles casades, en un 6,5% dones solteres, i en un 21,7% no eren unitats familiars. En el 19,6% dels habitatges hi vivien persones soles el 6,5% de les quals corresponia a persones de 65 anys o més que vivien soles. El nombre mitjà de persones vivint en cada habitatge era de 2,95 i el nombre mitjà de persones que vivien en cada família era de 3,43.
Per edats la població es repartia de la següent manera: un 31,7% tenia menys de 18 anys, un 9,2% entre 18 i 24, un 28,4% entre 25 i 44, un 21% de 45 a 60 i un 9,6% 65 anys o més.
L'edat mediana era de 33 anys. Per cada 100 dones de 18 o més anys hi havia 88,8 homes.
La renda mediana per habitatge era de 45.714 $ i la renda mediana per família de 53.333 $. Els homes tenien una renda mediana de 32.237 $ mentre que les dones 24.688 $. La renda per capita de la població era de 18.439 $. Cap de les famílies i l'1,5% de la població estaven per davall del llindar de pobresa.

## Poblacions més properes
El següent diagrama mostra les poblacions més properes.